# Sycorax tonnoiri
Sycorax tonnoiri är en tvåvingeart som beskrevs av Jung 1954. Sycorax tonnoiri ingår i släktet Sycorax och familjen fjärilsmyggor. Inga underarter finns listade i Catalogue of Life.